# Lionel Terray

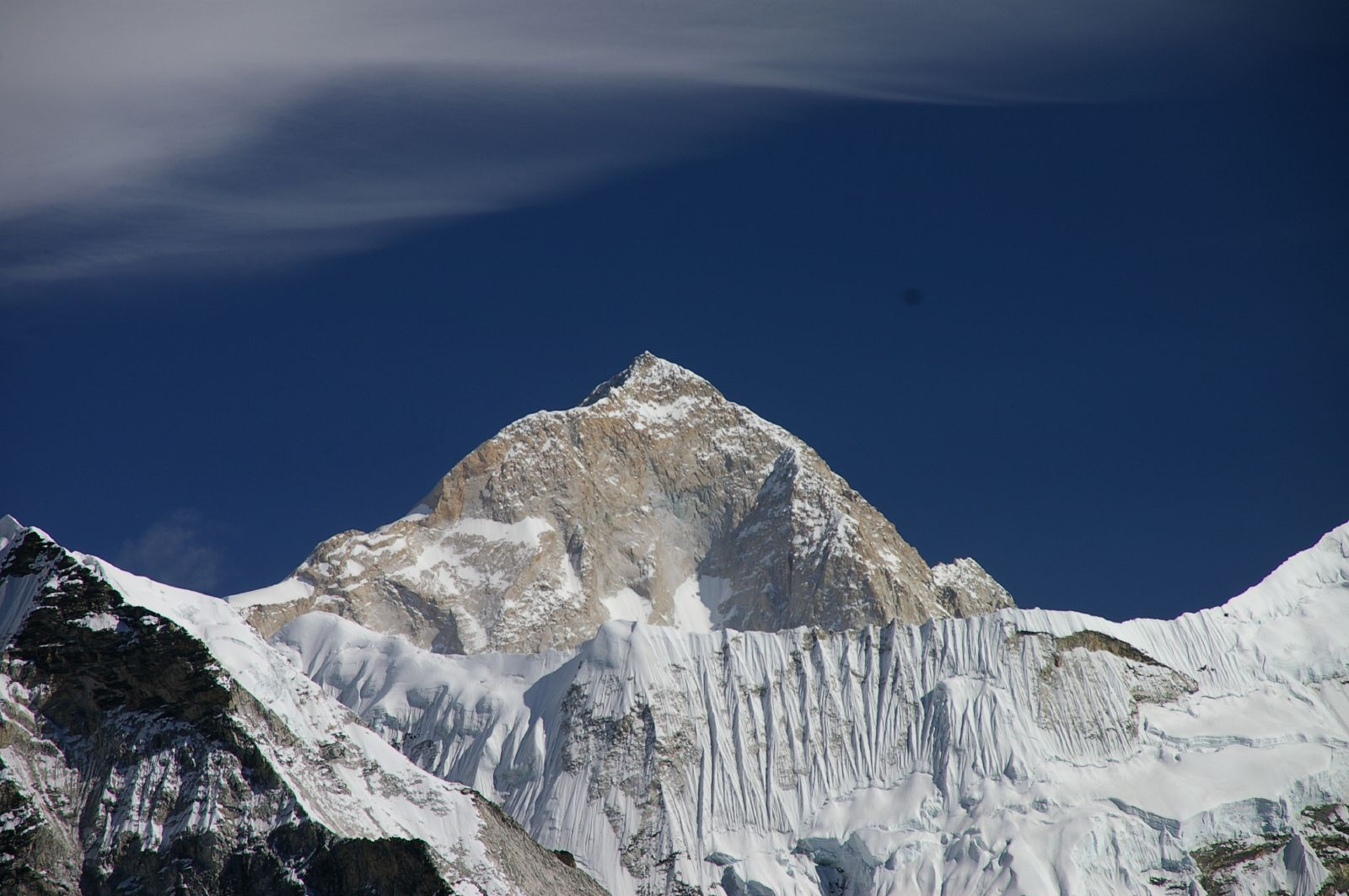
1955. május 15-én A Makalu meghódítása. A francia expedíció tagja volt Lionel Terray, aki elérte a központi csúcsot

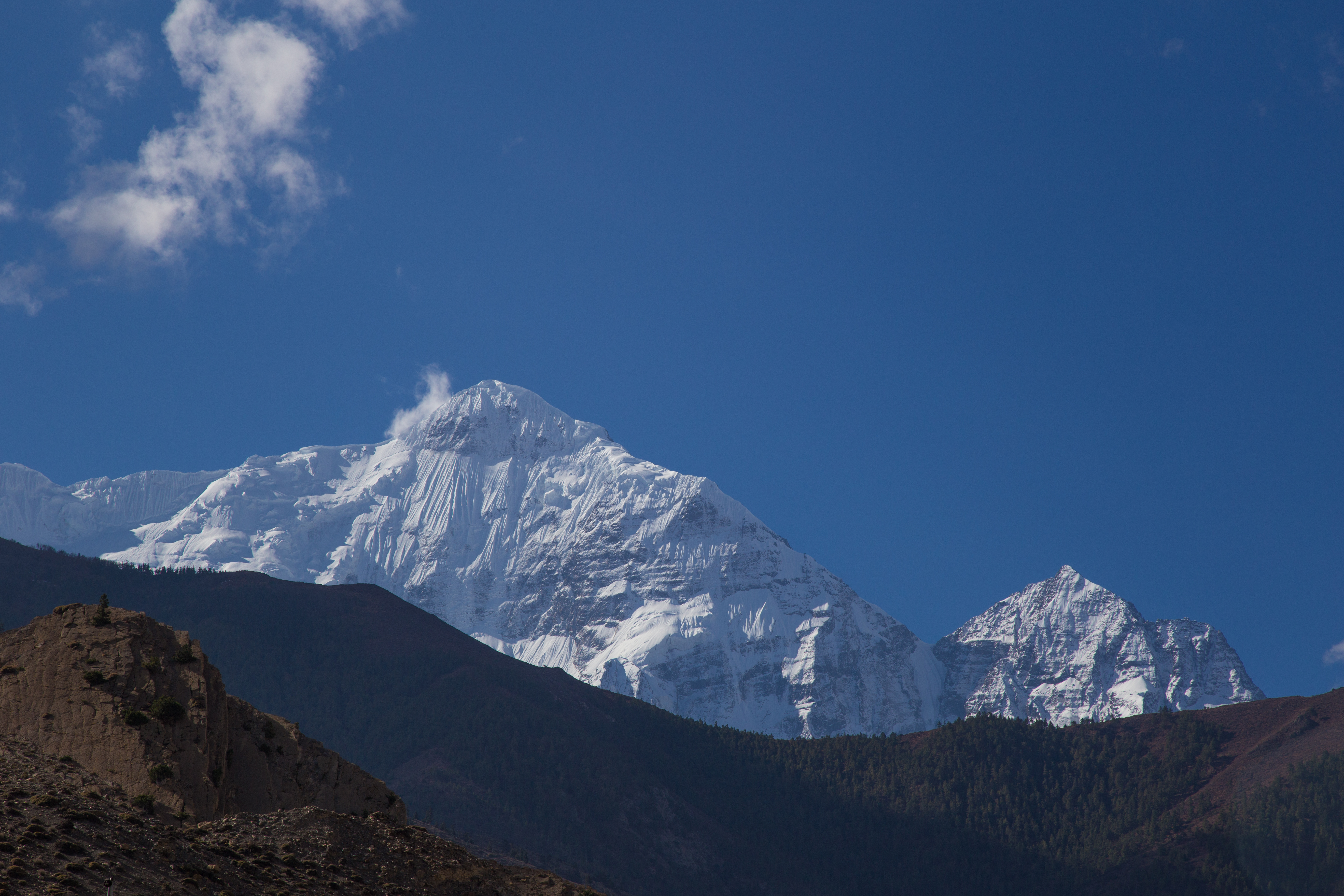
A Nilgiri Himal a nepáli Annapurna- hegység három csúcsból álló vonulata. Annapurna a Himalája hegység egyik híres része, amely Nepál középső részén helyezkedik el. Az "Annapurna" név jelentése a szankszrit nyelv szerint "Termés Istennője". Az igen impozáns magasságú (7000 méter fölötti) hegység a megmászás szempontjából az egyik legveszélyesebb a világon. Először 1962 októberében egy holland Himalája Expedíció érte el a hegycsúcsot. A csapat vezetője egy híres francia hegymászó, Lionel Terray volt.

Lionel Terray (Grenoble, 1921. július 25. – 1965. szeptember 19.) francia hegymászó, aki számos első megmászást hajtott végre, köztük Makalut a Himalájában (Jean Couzy-val 1955. május 15-én) és Cerro Fitzroy-t a Patagónia Andokban (1952-ben Guido Magnone-val).

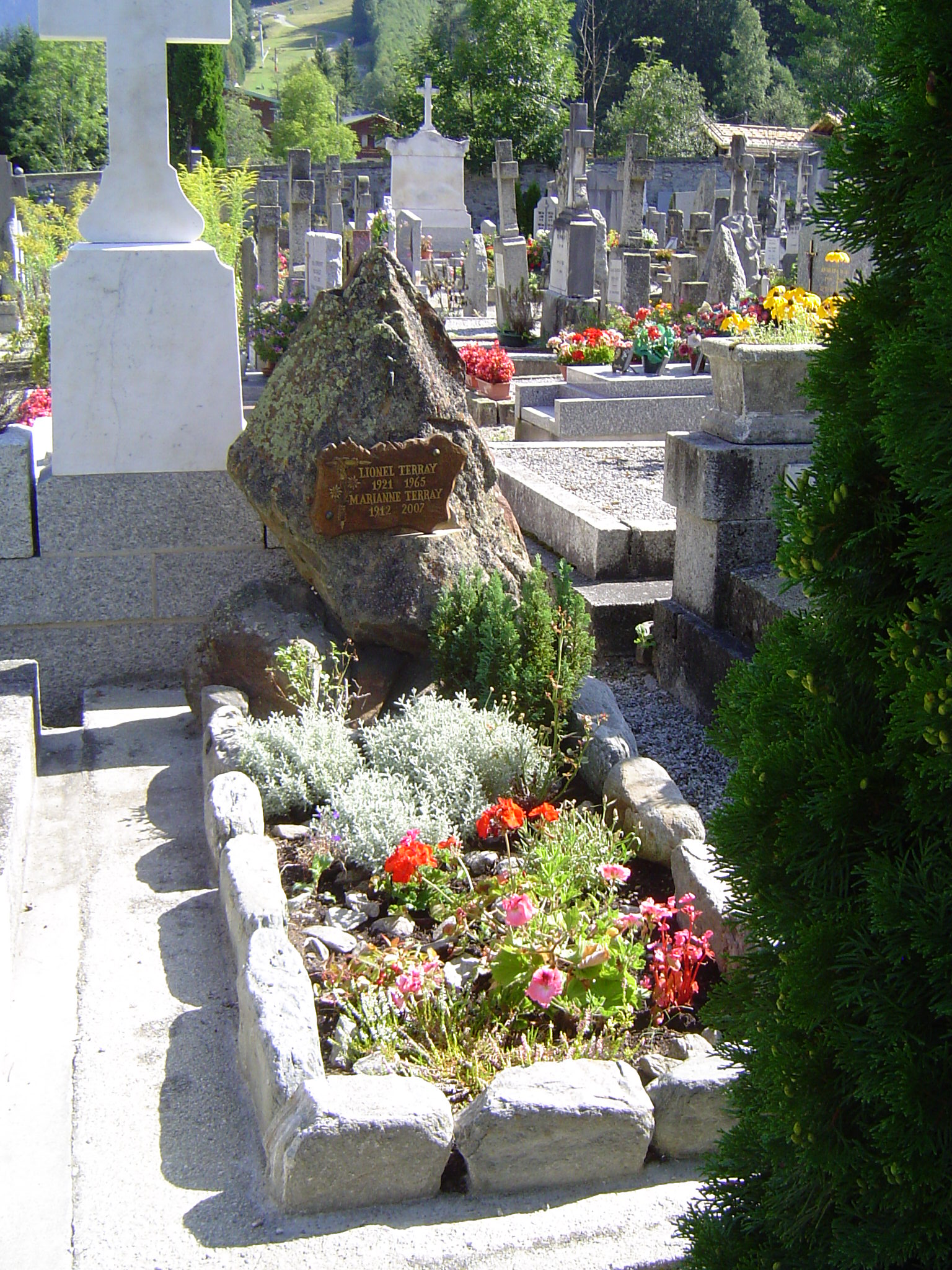
Lionel Terray sírja Chamonix-ban

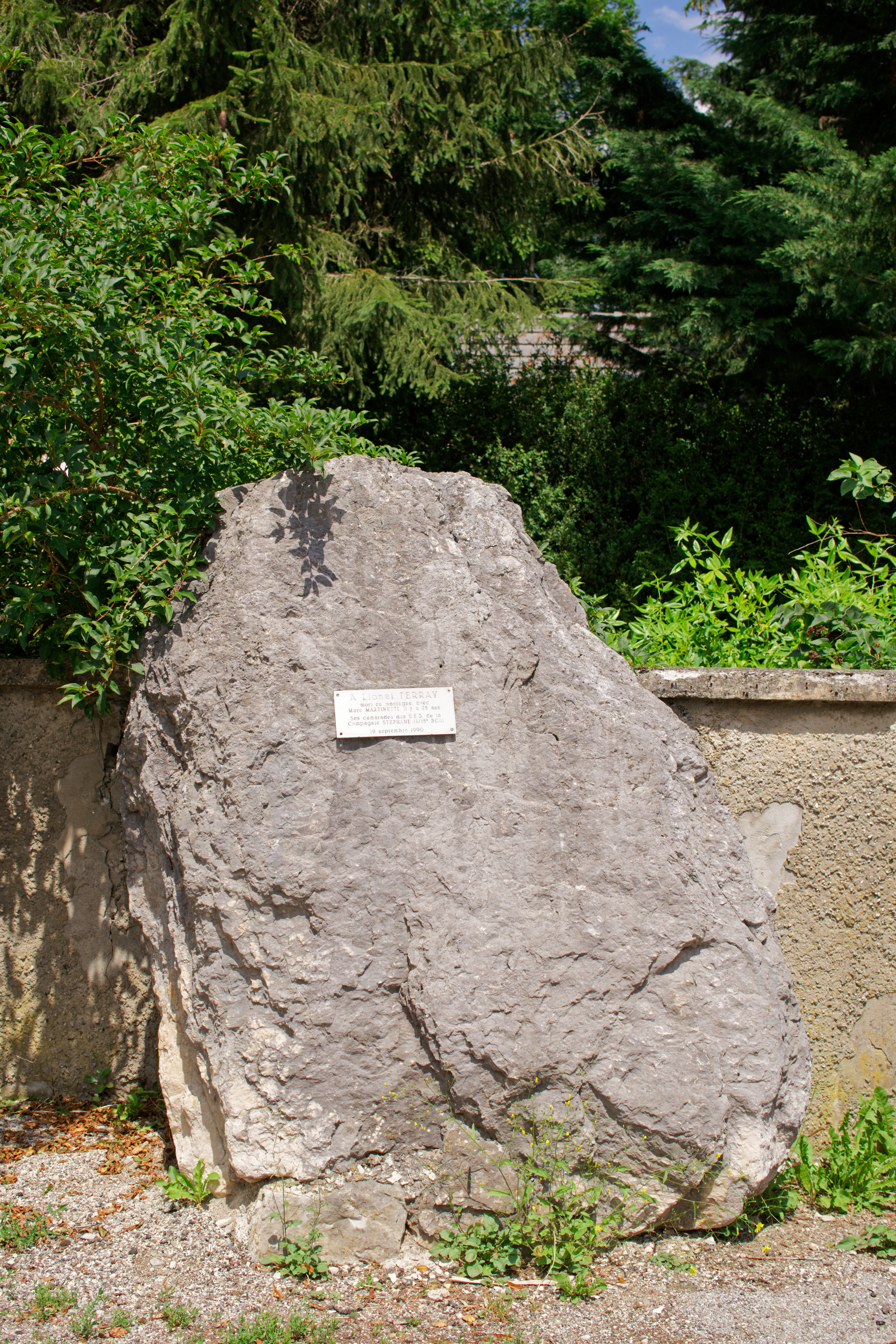
Lionel Terray emlékműve Prélenfrey-ben, Le Gua (Isère) városában, Isère-megyében

## Élete
Hegyivezető és síoktató, a második világháború idején Németország elleni hegyi harcokban tevékenykedett. A háború után ismertté vált mint az egyik legjobb Chamonix-i hegymászó és hegyivezető. A francia, az olasz és a svájci Alpokban található néhány a leghíresebb gyorsmászásai közül: a Grandes Jorasses déli falán a Walker Pillér, az Aiguille Noire déli fala a Peuterey gerincen, a Piz Badile északkeleti fala és az Eiger északi fala. Terray számos korábbi hegymászási sebességrekordot döntött meg, gyakran mászópartnerével, Louis Lachenallal közösen.
Terray Maurice Herzog 1950-es expedíciójának a tagja volt, amely célul tűzte ki a nepáli Himalája Annapurna csúcsánaknak meghódítását. Ez akkoriban a legmagasabb meghódított hegycsúcs volt, és az első 8000 méteres diadal (bár a brit hegymászók George Mallory, Andrew Irvine, George Finch, Geoffrey Bruce, Henry Morshead, Teddy Norton és Howard Somervell az 1920-as években ennél magasabb tengerszint feletti magasságot értek el az Everest-en ). Terray nem érte el a csúcsot az Annapurnán, de Adjiba serpával együtt ő segített a csúcsról lefelé taró Maurice Herzognak és Louis Lachenalnak. Mind Herzog, mind Lachenal szélsőséges fagyási sérüléseket szenvedett, később amputálásokat is kellett rajtuk végrehajtani. Ezen események ellenére a francia csapat hatalmas ünneplések közepette tért vissza Párizsba, és Herzog Annapurna könyve az expedícióról nemzetközi bestseller lett.
Terray 1947-ben Louis Lachenallal az Eiger északi falának második megmászását hajtotta végre. Emellett 1957-ben az Eiger északi falán csapdába került négy hegymászó megmentésének nagy küzdelmében is részt vett. Ez a mentési akció képezi Jack Olsen híres könyvének, a The Climb Up To Hell-nek a témáját, amelyben Terray ügyessége és bátorsága külön megemlítésre kerül.
Az 1950-es évek végén és az 1960-as évek elején Terray számos első megmászást hajtott végre Peruban, ideértve az Andok középső részén lévő, akkoriban a legmagasabb meg nem mászott csúcsot, a 20 981 láb (6395 m) magas Huantsan-t. Alacsonyabb, de nehezebben meghódítható csúcsok első megmászásai is hozzá kötődnek, köztük a Willka Wiqi, a Soray, a Tawllirahu és a Csakrarahu, amely utóbbi valószínűleg a perui Andok legnehezebb csúcsa, és abban az időben megmászhatatlannak tartották. Terray egyik legnagyszerűbb eredménye az volt, hogy először mászta meg a 25 295 láb (7710 m) magas Jannut Nepálban, 1962-ben. Szintén felmászott az Annapurna közelében lévő Nilgiris-re, és ő vezette az 1964-es első megmászást a 12 240 láb (3730 m) magas Mount Huntington északnyugati gerincén az Alaszkai-hegységben.
Terray 1956 decemberében két hegymászó megmentési kísérletét szervezte meg a Mont Blanc-on. Ezért kizárták a Chamonix Guide's Association-ből, amely már a kezdetektől megtagadta a mentésben való részvételt, azzal az indokkal, hogy a mentők számára túl nagy a kockázat. Mivel más hegyi vezetők nem csatlakoztak, Terray egy kis amatőr csapatot állított fel. 1957. január 1-jén visszafordultak vagy a rossz időjárás miatt vagy abban a hiszemben, hogy egy helikopter másnap megpróbálja a mentést. Terray erősen kritizálta a Chamonix Guide's Association elutasító viselkedését, amikor a riasztás először beérkezett.
Terray 1965 szeptember 19-én sziklamászás közben halt meg a Vercors-hegységben, Grenoble-tól délre, néhány évvel a hegymászó pályafutását összefoglaló Conquistadors of the Useless megjelenése után.
Sírja Chamonix-ban található, Franciaországban, ugyanitt körforgalmat neveztek el róla. 

## Bibliográfia
- Terray, Lionel. Les Conquérants de l'inutile. France: Gallimard. ASIN B000HJRAVQ (1961)
- Terray, Lionel. Conquistadors of the Useless ford.: Geoffrey Sutton:. Baton Wicks Publications; New Ed (2000). ISBN 1-898573-38-7
- Terray, Lionel. Bataille pour Le Jannu. France: Gallimard (1965). ISBN 2-07-010203-3

## Fordítás
Ez a szócikk részben vagy egészben  a   Lionel Terray című angol Wikipédia-szócikk ezen változatának fordításán alapul.  Az eredeti cikk szerkesztőit annak laptörténete sorolja fel. Ez a jelzés csupán a megfogalmazás eredetét és a szerzői jogokat jelzi, nem szolgál a cikkben szereplő információk forrásmegjelöléseként.